# Fibre de basalte

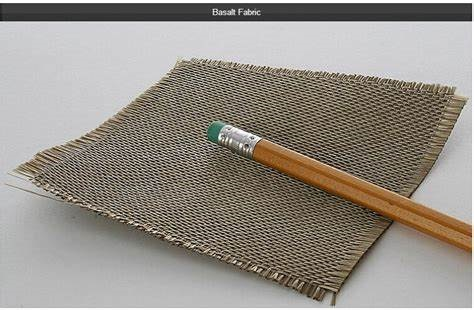
De la fibre de basalte.

La fibre de basalte est un matériau fait à partir de fibres extrêmement fines de basalte. Elle est composée de minéraux comme le plagioclase, le pyroxène et l'olivine. Elle est similaire à la fibre de carbone et la fibre de verre mais possède de meilleures propriétés physico-mécaniques que la fibre de verre, elle est aussi moins chère que la fibre de carbone.

## Utilisation
La fibre de basalte est utilisée comme matériau résistant au feu dans l'industrie spatiale et automobile. Elle est environ trois fois plus chère que la fibre de verre (qualité E), mais affiche sa supériorité en matière de résistance, de poids et de qualité de surface. Elle peut être aussi mêlée à de la fibre de carbone. Première application, les panneaux de carrosserie dont la production en série pourrait être envisagée dans une dizaine d'années[Quand ?].

## Fabrication
Sa fabrication est relativement complexe puisqu'il faut fondre la roche volcanique broyée pour en extraire les fibres. Mais de nouveaux procédés permettent aujourd'hui un niveau de qualité standard.